# Бунешти (Брашов)
Бунешти (рум. Bunești, нем. Bodendorf, Bundorf, венг. Szászbuda) — коммуна в жудеце Брашов, Трансильвания, Румыния. В неё входят пять деревень: Бунешти, Криц (рум. Criț), Месендорф (рум. Meșendorf), Роадес (рум. Roadeș) и Вискрь (рум. Viscri). В каждой из них есть укреплённая церковь.

### Вискрь/Вайскирх

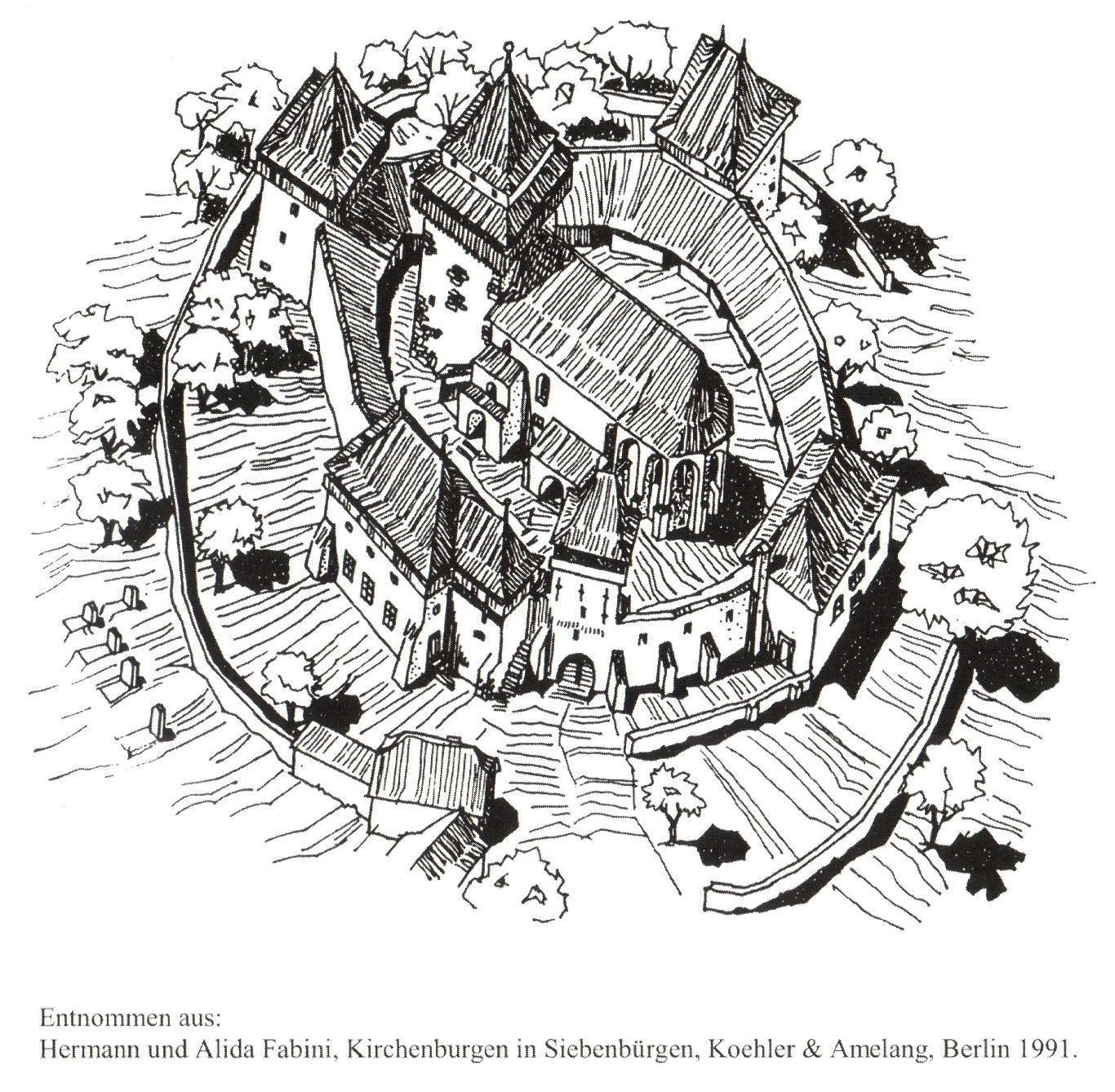
Укреплённая церковь в Вискрь

В деревне Вискрь (нем. Weisskirch) живут цыгане и румыны, в 2009 году там также проживали 36 немцев (трансильванских саксов). Деревня известна своей укреплённой церковью, изначально построенной около 1100 года. В XIV веке восточную часть церкви перестроили, а в 1525 году к ней добавили укрепления с башнями. В XVIII веке церковь окружили второй защитной стеной. В 1848 году 11 трансильванских саксов, один румын и один цыган были убиты в деревне Вискрь венгерскими повстанцами. В 1939 году в деревне жили 699 трансильванских саксов.
В 2006 году принц Чарльз приобрёл два дома трансильванских саксов XVIII века в деревнях Вискрь и Маланкрав (рум. Mălâncrav, в коммуне Ласля жудеца Сибиу) и профинансировал их реставрацию. Дома были превращены в гостиницы для туристов.